# Héros sans le savoir
Pour plus de détails, voir Fiche technique et Distribution.
Héros sans le savoir (titre original : Kindled Courage) est un film américain réalisé par William Worthington, sorti en 1923.

## Fiche technique
- Réalisation : William Worthington
- Scénario : Raymond L. Schrock d'après une histoire de Leete Renick Brown
- Production : Universal Pictures
- Photographie : 	Virgil Miller
- Durée : 50 minutes (5 bobines)[1]
- Date de sortie :
  - USA : 8 janvier 1923

## Distribution
- Hoot Gibson : Andy Walker
- Beatrice Burnham : Betty Paxton
- Harold Goodwin : Hugh Paxton
- Harry Tenbrook : Sid Garrett
- J. Gordon Russell : Sheriff
- Russ Powell : Marshal